# Jesús Tecú Osorio
Jesús Tecú Osorio (Rabinal, 1971) es un activista social guatemalteco que trabaja como director de tres organizaciones comunitarias basadas en derechos humanos y ubicadas en el casco urbano de Rabinal.

## Las masacres de Río Negro
En 1982 la mayoría de la población de Río Negro ―entre ellos los padres de Tecú Osorio― fue masacrada por el Ejército Nacional de Guatemala y las PAC (Patrullas de Autodefensa Civil).
El 13 de febrero de 1982, el Ejército y las PAC perpetraron la masacre de Xococ. Tecú Osorio ―en esa época, de 10 años de edad― fue testigo de cómo un PAC (patrullero paramilitar) asesinó a su hermano, de casi dos años de edad.
Tecú Osorio fue secuestrado por el patrullero, quien lo hizo trabajar como esclavo indígena en su casa.
El 13 de marzo de 1982, Tefú Osorio fue testigo de la ejecución de 176 personas (niñas, niños y mujeres de su comunidad) en la masacre de Pak’oxom al sur de la aldea de Río Negro.
Vivió como esclavo, en duras condiciones, durante dos años. Por casualidad, su hermana mayor lo encontró en el mercado de Rabinal.
Ella había sobrevivido a las masacres sin saber el paradero de su hermano, sin ni siquiera saber si había sobrevivido. Por fin, ella pudo rescatarlo de la esclavitud. Según el mandato jurídico guatemalteco, ella fue obligada a agradecer al patrullero por haber «albergado» y «alimentado» a su hermano.

## El caso de Río Negro en el conflicto armado interno de Guatemala
Lo que le sucedió a Tecú Osorio y a su comunidad de Río Negro encaja en el patrón que se dio a lo largo del Genocidio maya en Guatemala (1960-1996). El Ejército Nacional acusó a la gente rural de ser guerrilleros para justificar las masacres de inocentes, especialmente los indígenas. Según la Comisión para el Esclarecimiento Histórico, realizada durante los años noventa, 250 000 personas murieron y 45 000 «desaparecieron». La comisión concluyó que
- el 93 % de los asesinatos fueron responsabilidad de las Fuerzas Armadas de Guatemala y de los grupos paramilitares PAC (Patrullas de Autodefensa Civil).
- el 3 % de los asesinatos (realizados de manera más o menos individual, con atentados contra militares, paramilitares y funcionarios de las diferentes dictaduras que gobernaron el país) fueron responsabilidad de los guerrilleros de izquierda y
- el 4 % restante de los asesinatos fueron de causa desconocida.

El 83 % de todas las víctimas fueron indígenas mayas, por lo que se considera que el Estado guatemalteco cometió un verdadero Genocidio maya durante el conflicto armado interno.
Por otra parte existe otro estudio que sostiene que el número de muertos y desaparecidos  a lo largo del conflicto armado interno, es menor a las cifras concluidas por la Comisión para el Esclarecimiento Histórico (CEH) de las Naciones Unidas y al Informe para la Recuperación de la Memoria Histórica (REMHI) de la Iglesia Católica, siendo el presentado por Carlos Sabino,  investigador y catedrático de la Universidad Francisco Marroquín, que sostiene que la totalidad de muertos y desaparecidos no rebasa el número de 37,000 víctimas. (  Guatemala La historia silenciada, Editorial Fondo de Cultura Económico Tomo II Capítulo 25 )
Otro presunto motivo para las masacres de Río Negro es que el INDE (Instituto Nacional de Electrificación) ―en conjunto con sus socios, el Banco Mundial y el Banco Interamericano de Desarrollo―, habían decidido construir la Represa de Chixoy, que iba a inundar cinco comunidades. Los pobladores de Río Negro resistieron la inundación, pero después de las masacres los que sobrevivieron fueron trasladados al asentamiento Pacux, que queda a un kilómetro y medio del casco urbano del municipio de Rabinal. Fue en uno de estos polos de desarrollo militarizado donde vivió Tecú Osorio con su familia. La construcción de la presa seguía y finalmente Río Negro fue inundado en 1983. Diez familias todavía viven en la orilla del embalse, sobre las ruinas subacuáticas de su pueblo.

## La lucha para la justicia
En 1993 ―a los 22 años de edad― Tecú Osorio empezó a buscar justicia. Sin recursos económicos ni educación formal y a pesar de las amenazas en su contra, además del nulo apoyo de su comunidad, se involucró con las organizaciones de derechos humanos para reclamar la exhumación de su familia en Xococ y en Pak’oxom. La evidencia que recopilaron de las mismas, le permitió llevar a juicio a los tres patrulleros que asesinaron a su familia en Río Negro logrando una sentencia de 50 años de prisión. Este juicio queda como una excepción en postguerra de Guatemala donde casi todos los autores materiales e intelectuales de la violencia genocida contra los pueblos indígenas, viven en impunidad.

## Reconocimiento internacional y otros proyectos
Todo este esfuerzo que realizó Tecú Osorio le permitió que la Fundación J. F. Kennedy junto a otras organizaciones de derechos humanos lo postulara como candidato al Premio Reebok de Derechos Humanos. El 11 de diciembre de 1996 recibió este merecido premio que consistió en 25 mil dólares estadounidenses, con lo que decidió formar en 1997 la Fundación Nueva Esperanza, Río Negro, FNE.
La FNE brinda los recursos necesarios para jóvenes indígenas y campesinos pobres de Rabinal que buscan un futuro mejor para ellos mismos y su comunidad. Desde el año 2003 promueve un nivel alto de educación y una gran identificación con la cultura local Maya Achi en su centro educativo denominado Instituto Comunitario Bilingüe Nueva Esperanza, ICB-Nueva Esperanza.
En 1999 Tecú Osorio creó la Asociación del Bufete Jurídico Popular en Rabinal. Esta institución provee apoyo jurídico a los pobladores que viven en las áreas rurales de Rabinal y que no tienen acceso al sistema de justicia guatemalteco por falta de recursos económicos, barreras de idioma y el racismo contra personas indígenas en Guatemala. Además, el bufete sigue con el proceso penal para llevar a juicio a los autores intelectuales, entre los que se encuentran presidentes y generales, quienes son responsables de las masacres cometidas en el municipio de Rabinal.
Tecú Osorio fundó en el 2005 otra organización comunitaria denominada la Oficina de la Mujer Achi. El propósito de la Oficina es brindar servicios psicológicos y jurídicos a mujeres indígenas que deben enfrentar muchas luchas en sus vidas cotidianas.
Tecú Osorio ha dictado conferencias en universidades de los Estados Unidos, Canadá y algunos países de Europa. El 8 de diciembre de 2007 recibió el reconocimiento de doctor en Leyes honoris causa de la Universidad San Francisco Javier, de la ciudad canadiense de Antigonish (Nueva Escocia).